# Mercedes Sandoval de Hempel
Mercedes Sandoval de Hempel (Asunción, 8 de febrero de 1919 — ibídem, 7 de febrero de 2005) fue una abogada, jurista y una destacada luchadora feminista paraguaya. Fue una de las impulsoras de la obtención del sufragio femenino, y de la modificación de 1992 del Código Civil paraguayo que reconoce la igualdad entre hombres y mujeres.

## Biografía
Mercedes se graduó en la Facultad de Derecho de la Universidad Nacional de Asunción con el máximo promedio. Se especializó en derecho laboral y civil y luego en derecho de familia, de la mujer y menores.
Se casó ya mayor para lo que se estilaba en su época, separándose luego de dieciocho años. Tuvo con quien fuera su marido, una única hija, Anna Mercedes Hempel Sandoval, que se dedicó a la docencia.
Fundó la Liga Paraguaya de los Derechos de la Mujer y la Asociación Paraguaya de Universitarias Graduadas, ejerciendo la presidencia en ambas organizaciones. También creó la Asociación de Mujeres Profesionales y de Negocios, el Consejo Nacional de Mujeres del Paraguay y la Coordinación de Mujeres del Paraguay. Además fue asesora del Comité Paraguayo de Cooperación con la Comisión Interamericana de Mujeres (CIM-OEA), entre otras instituciones femeninas.

Fue elegida presidenta de la Liga Pro Derechos de la Mujer, fundada en 1951. Años más tarde llegó a estar detenida por encabezar varias manifestaciones callejeras de mujeres que pedían por los derechos femeninos. Finalmente el reclamo fue incorporado a la Ley paraguaya:

«Reconócese a la mujer los mismos derechos y obligaciones políticos que al hombre.»
Artículo 1, Ley 704/61 de la República del Paraguay.

Durante la dictadura de Alfredo Stroessner, especialmente durante fines de la década de 1960, Mercedes conformó la Asociación de Graduadas Universitarias junto a  María Raquel Livieres Argaña, Ana Herken de Mengual y Gabriela Valenzuela, una de las primeras médicas paraguayas.
Entre 1989 y 1991, Mercedes Sandoval de Hempel redactó y propuso el Anteproyecto de Ley de Reforma Parcial del Código Civil, asesorada por Berta Peroni, de Mujeres por la Democracia, por Line Bareiro, del Centro de Estudios y Documentación, y por Eddy Irigoitia, del Centro Paraguayo de Estudios de la Mujer de la Universidad Católica. Finalmente, en 1992 se concretó la modificación, en la Ley 1/92, en la que se legisla sobre la igualdad civil de la mujer casada, la patria potestad compartida de los hijos, la administración conjunta de los bienes conyugales, el reconocimiento del concubinato, entre otros logros de Sandoval. Ese mismo año participó en el Foro de la Mujer, dedicándose, junto a mujeres de otros partidos políticos a la elaboración de artículos constitucionales referidos a la igualdad de sexos, que fueron incorporados en la Constitución del Paraguay.
Formó parte del Comité Directivo del Centro Paraguayos de Estudios de Población (CEPEP). Durante su gestión, en 1986, redactó El derecho de la familia en el Paraguay, un estudio para el Grupo Parlamentario Interamericano sobre Población y Desarrollo, junto a Nelly Obregón de González y Alicia Pucheta de Correa.
Falleció en la noche del 7 de febrero de 2005, horas antes de cumplir 86 años de edad, debido a su frágil estado de salud. Fue velada el día de su cumpleaños y enterrada en el Cementerio Español del cementerio de La Recoleta de Asunción, al día siguiente.

## Honores
- Distinción de la Comisión Interamericana de Mujeres (CIM-OEA);[4]
- Reconocimientos del Club Soroptimista Internacional, del Foro de Abogados del Guairá, de la Asociación de Secretarias del Paraguay y del Club de Leones;[4]
- Candidata a 1000 Mujeres para el Premio Nobel 2005, postulada por el Comité de América Latina y el Caribe para la Defensa de los Derechos de la Mujer;[3][13]
- Distinción post mortem del Parlamento Mujer del Congreso de Paraguay (2012).[14]